# Station Coutras
Station Coutras is een spoorwegstation in de Franse gemeente Coutras op de lijn Paris-Austerlitz - Bordeaux-Saint-Jean, km 531,107.
Hier takt de lijn naar Tulle af en vroeger de lijn naar Cavignac.
Het wordt bediend door de treinen van TER Aquitaine en de Intercités tussen Bordeaux en Périgueux.